# Matsudaira Nobunao
Matsudaira Nobunao est un nom japonais traditionnel ; le nom de famille (ou le nom d'école), Matsudaira, précède donc le prénom (ou le nom d'artiste).
Matsudaira Nobunao (松平信復, 22 mai 1719-1er novembre 1768) est un daimyō du milieu de l'époque d'Edo de l'histoire du Japon.

## Biographie
Matsudaira Nobunao est le fils ainé de Matsudaira Nobutoki, daimyō du domaine de Yoshida dans la province de Mikawa. À la mort de son père en juin 1744, il devient daimyō du domaine de Hamamatsu et chef de la branche Ōkōchi du clan Matsudaira. Quelques jours plus tard, son titre de courtoisie change pour celui de Izu-no-kami. Le 15 octobre 1752, il est transféré au domaine de Yoshida.
Il est renommé pour avoir fondé l'académie du domaine, le Jijukan (時習館), devenue un centre réputé d'études néoconfucéennes.
Nobunao meurt le 1er novembre 1768 à Yoshida.

## Source de la traduction
- (en) Cet article est partiellement ou en totalité issu de l’article de Wikipédia en anglais intitulé « Matsudaira Nobunao » (voir la liste des auteurs).